# Irene D'Areni
Irene D'Areni, pseudonimo di Irene Rauseo (Foggia, 9 gennaio 1932), è una cantante italiana famosa negli anni cinquanta.

## Biografia
Debutta ai microfoni di Radio Torino e successivamente lavora in parecchie trasmissioni musicali della RAI.
Partecipa al Festival di Sanremo 1960 con Splende il sole che porta in finale. Dopo il matrimonio con Mario Patrovita, si ritira dalle scene.

## Discografia parziale

### Singoli
- 1954: Musica e lacrime / Credo (I Believe) (Cetra, DC 6121)
- 1954: No volverá a pasas / Le Grisbi (Cetra, DC 6165)
- 1955: Baiao far balancar / Comprate i miei fiori (Cetra, DC 6218; lato A duetto con Bruno Pallesi)
- 1959: Gloria/Blue Moon (Dischi Royal, QC N 1017)
- 1960: Splende il sole/Invoco te (Dischi Ricordi, SRL 10.104)
- 1960: Amore a Napoli/Tutto (Dischi Ricordi, SRL 10.120)
- 1960: Ogni giorno/Clases de cha-cha (Dischi Ricordi, SRL 10.144)

### EP
- 1960: Splende il sole/Io credo/Invoco te/Una lettera (Dischi Ricordi, 45 ERL 161)